# 생일

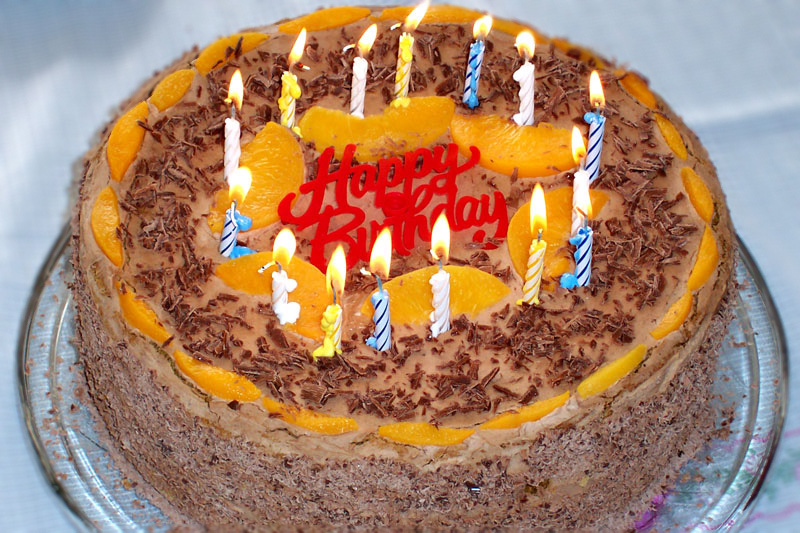
생일 케이크

생일(生日, 문화어: 난날)은 사람이 태어난 날 또는 기념일을 뜻한다. 생일은 한 살먹은 나이를 계산하는 기준으로 사용된다.
한국에서는 사람이 태어난 뒤 만 1세에 처음 맞는 생일은 첫돌, 첫돌과 같은 간지인 만 60세 생일을 환갑, 그 이듬해를 진갑(만 61세)이라고 부르는 등 특별한 생일에는 이름을 붙이기도 한다. 왕국에서는 왕의 생일을 공휴일로 지정하기도 한다.
한국과 중국에서는 전통적으로 음력으로 생일을 쇠었으나 음력의 쓰임이 줄어든 현재는 주로 양력으로 생일을 센다. 간혹 어르신과 일부 젊은이들의 경우는 음력으로 생일을 세는 경우가 아직도 존재한다.
영미권에서는 통계적으로 생일이 9월인 사람이 많은데, 이는 크리스마스와도 연관이 있다. 반면 한국에서는 봄 결혼이 많기 때문에 1월생인 사람이 많다. 실제로 1973년부터 1999년까지 태어난 미국인들의 생일 중 빈도가 가장 높은 날은 9월 16일이었고, 가장 빈도가 낮은 날은 2월 29일이었다. 반면 한국인의 생일 중 빈도가 가장 높은 달은 1월이었다.
지구는 둥글고 모든 지역이 같은 시간을 쓰지 않으므로 시차에 따라 본인의 생일과 실제 생일이 일치하지 않기도 한다. 가령 8월 15일 정오에 서울에서 태어났다면 서울에서는 8월 15일에 생일을 보내지만 미국 뉴욕에서는 8월 14일 밤 11시로 기록되기 때문에 뉴욕에서는 8월 14일에 생일을 보내야 하며, 이렇게 되는 경우 위치에 따라 3개의 다른 날짜에 생일을 보내야 할 수도 있다.

## 관련 풍습

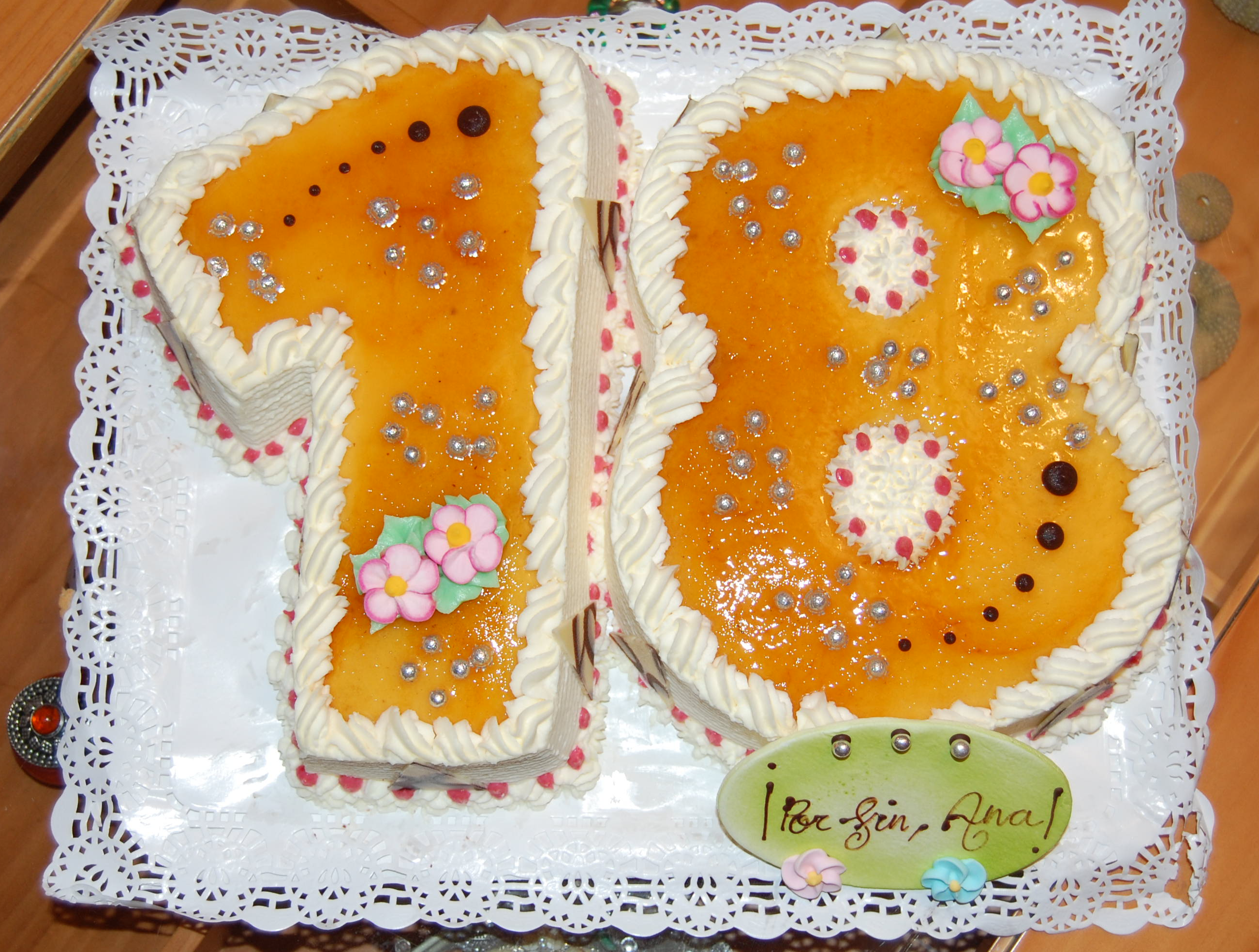
18번째 생일 케이크

생일을 맞이하면 대개 가족 또는 친구들이 생일을 축하해주며 생일 케이크 및 여러 음식을 준비해 생일잔치를 열기도 한다. 생일 케이크의 경우 그 사람의 만 나이 수대로 초를 꽂는데, 긴 초를 10년으로, 짧은 초를 1년으로 하여 꽂는다. 파티에 참석한 사람들의 생일축하 노래가 끝나면 생일을 맞은 이가 소원을 빌고, 한 번에 불어 촛불을 꺼뜨린다. 참석자들은 준비한 선물을 전달하고, 식사 등을 하거나 여러 가지 놀이를 하며 시간을 보낸다. 옛 우리나라에서는 떡케이크을 먹었다.
세계 각지에서 생일을 그들만의 방법으로 계산했다. 전통적으로 이슬람권에서는 이슬람력으로, 유대인들은 히브리력으로, 한자 문화권에서는 음력을 써서 생일을 계산했으나 현재는 이들 문화권에도 양력이 들어오면서 주로 양력(그레고리력)으로 생일을 계산하지만 아직도 전통적인 방법으로 생일을 계산하는 경우도 존재한다.

## 종교별 생일
- 여호와의 증인 신도들은 생일을 축하하지 않는다.[왜?]

## 생일의 상징물
- 탄생석
- 탄생화
- 생일 케이크
- 선물

## 공식적인 생일
각 나라에서 기념하는 공식적인 생일은 다음과 같다.
- 고려시대와 조선시대에는 황제나 왕, 왕비의 생일에 궁궐이 있는 쪽을 향하여 망궐례를 올렸다.[3]
- 크리스마스는 그리스도의 생일을 축하는 날로, 대부분의 나라에서 공휴일로 지정되어 있다. 기독교 문화권의 일부 국가에서는 아예 박싱 데이와 연계하여 연휴를 만들기도 한다.
- 석가탄신일(부처님 오신 날)은 석가모니의 탄생을 축하하는 날로, 불교문화권에서는 연등회와 같은 축제가 행하여진다.
- 충무공 이순신 탄신일은 이순신 장군의 생일로, 조선을 지킨 충무공을 기념하기 위한 날이다. 과거에는 충무공 탄신일이었으나 변경되었다.
- 미국에서는 마틴 루터 킹 목사의 생일과 조지 워싱턴의 생일에 해당하는 1월 셋째 주 월요일과 2월 셋째 주 월요일 각각 '마틴 루터 킹 목사 탄생일'로 '대통령의 날'이 공휴일이다.[4] 일리노이주에서는 버락 오바마의 생일을 주 공휴일로 지정하자는 움직임도 보이고 있었으나 유급 휴일까지는 가지 못하고 무급 휴일로 지정되었다.
- 일본에서 천황의 생일은 '천황 탄생일'로 공휴일로 지정된다.
- 네덜란드에서 빌럼알렉산더르 왕의 생일은 '왕의 날'로 공휴일이다.
- 북한에서 김일성 주석과 김정일 국방위원장의 생일은 태양절[5]과 광명성절[6]로 휴식일(공휴일)이다.
- 파키스탄에서 무하마드 알리 진나의 생일은 '진나의 날'로 공휴일이다.
- 인도네시아 등 많은 이슬람 국가에서 무함마드의 생일은 공휴일이다. 날짜는 라비 알아왈 12일.
- 과거 대한제국 시대에는 황제·황태자의 생일이 공휴일이었다.
- 캐나다와 오스트레일리아, 뉴질랜드 등 영연방 국가에서는 국왕의 생일이 공휴일이다.
- 라이베리아에서는 윌리엄 터브먼의 생일이 공휴일이다.

## 북한의 생일
조선민주주의인민공화국에서는 김일성, 김정일, 김정은과 생일이 같아서도 안 되고, 김일성, 김정일의 사망일과 생일이 같으면 안 되며, 만일 같은 사람은 무조건 생일을 바꾸어야 한다. 이로 인해 북한에서는 수십만 명의 주민들이 가짜 생일을 쇠고 있다. 문화어로는 난날이라고 한다.

## 같이 보기
- 생일 축하합니다
- 생일 문제
- 돌잔치
- 환갑잔치
- 기일